# 埃通比
埃通比（又译伊图姆比）是在刚果共和国西北部西盆地省的一个镇。居民绝大部份在当地森林打猎维持生计。 
埃通比是近期四次埃博拉疫情爆发地点，疑肇因於当地村民进食森林中已死去动物的肉。2003年疫情令120人死亡。2005年5月疫情爆发後该镇与外界隔离。